# منطقة جالجاون
جالجاون رمزها «JG» (بالإنجليزية: Jalgaon)‏ ، هو تقسيم إداري لدولة الهند تتبع ولاية ماهاراشترا (بالإنجليزية: Maharashtra)‏ ، مركزها هو مدينة جالجاون (بالإنجليزية: Jalgaon)‏ عدد سكانها حسب تعداد سنة 2001 هو 3,679,936 ، مساحتها 11,765 كم² وكثافة السكان 313 لكل كم² .

## أعلام
- فيجاي تشاودري